# Georg Gütlich
Georg Gütlich (* 12. November 1903 in Frankfurt am Main; † 26. Juni 1981 in Tegernsee) war ein deutscher Schauspieler, Opernsänger, Kabarettist und Synchronsprecher.

## Leben und Wirken
Der Sohn des Kaufmanns Jakob Gütlich und seiner Frau Therese Christine, geb. Kissel, besuchte zunächst die Oberrealschule bis zur Obersekundareife und dann eine Handelsschule. Anschließend erhielt er an der Schauspielschule seiner Heimatstadt Frankfurt bei Carl Beines, Richard Weichert und Clemens Krauss seine künstlerische Ausbildung und wirkte dann als Schauspieler, Sänger (Heldenbariton) und Regisseur an verschiedenen Bühnen. Lange Zeit spielte er in Berlin, so an der Komödie, an der Tribüne und am Theater am Kurfürstendamm, wo er unter anderem den „Affriduro“ in Ferdinand Raimunds Die gefesselte Phantasie und den Gärtner in Eugene O’Neills Trauer muss Elektra tragen verkörperte. Gütlich spielte unter namhaften Regisseuren wie Oscar Fritz Schuh, Harald Benesch, Walther Suessenguth und Rudolf Steinboeck.
Daneben trat er in verschiedenen Programmen von Günter Neumanns Kabarettsendung Die Insulaner auf, etwa 1951 im zehnjährigen Rückblick Der Insulaner verliert die Ruhe nicht!.
In den 1950er und 1960er Jahren war Gütlich auch regelmäßig in Film- und Fernsehproduktionen zu sehen. Im Kino verkörperte er Wilhelm Keitel in Falk Harnacks Drama Der 20. Juli und den alten König in Herbert B. Fredersdorfs König Drosselbart. Zu seinen weiteren Filmen zählen Werner Klinglers Thriller Banktresor 713, Géza von Bolvárys Kompilationsfilm Das gab’s nur einmal, Josef von Bákys Kriminaldrama Gestehen Sie, Dr. Corda! mit Hardy Krüger in der Titelrolle, Helmut Käutners Kriegssatire Die Gans von Sedan sowie die Heinz-Rühmann-Filme Der eiserne Gustav und Das Haus in Montevideo.
Außerdem arbeitete Gütlich umfangreich als Sprecher für Hörspiel und Filmsynchronisation. Als Synchronsprecher lieh er seine Stimme unter anderem Leon Ames in Die Letzten von Fort Gamble, Brian Donlevy in Cowboy, James Robertson Justice in Dämon Uran und Hayden Rorke in Zu jung.
Georg Gütlich war ab 1944 mit Helga Barthel verheiratet. Zuletzt in Rottach-Egern wohnhaft, starb er 1981 im Kreiskrankenhaus Tegernsee.

## Filmografie
- 1954: König Drosselbart
- 1955: Der 20. Juli
- 1957: Banktresor 713
- 1958: Das gab’s nur einmal
- 1958: Gestehen Sie, Dr. Corda!
- 1958: Der Greifer
- 1958: Der eiserne Gustav
- 1959: Die Gans von Sedan
- 1963: Das Haus in Montevideo
- 1966: Leben wie die Fürsten (Fernsehfilm)

## Hörspiele (Auswahl)
- 1949: Der Kampf mit dem Himmel; Regie: Hanns Korngiebel, mit Alice Decarli, Wilhelm Borchert, RIAS
- 1949: Am hellichten Tag; Regie: Hanns Korngiebel, mit Hilde Volk, Georg Thomalla, RIAS
- 1949: XYZ; Regie: Hanns Korngiebel, mit Georg Thomalla, Hilde Volk, RIAS
- 1949: Das träumende Mädchen; Regie: Hanns Korngiebel, mit Hilde Volk, Erna Sellmer, RIAS
- 1949: Der Mond ging unter; Regie: Hanns Korngiebel, mit Hans Wiegner, Kurt Fischer-Fehling, RIAS
- 1950: Geschiedene Leute; Regie: Hanns Korngiebel, mit Georg Thomalla, Hilde Volk, RIAS
- 1951: Salto mortale (Theatermitschnitt); Regie: Ernst Schröder, mit Hans Nielsen, Tatjana Sais, RIAS
- 1952: Apoll an der Seine; Regie: Fritz Schröder-Jahn, mit Walter Bluhm, Gisela Trowe, NWDR
- 1953: Sir Michaels Abenteuer; Regie: Ludwig Cremer, mit Agnes Windeck, Herbert Wilk, RIAS
- 1953: Bei Kerzenlicht (Theatermitschnitt); Regie: Rolf Kutschera, mit Friedrich Luft, Oskar Karlweis, RIAS
- 1953: Minister der neuen Methode; Regie: Erik Ode, mit Carl Raddatz, Agi Haensel, RIAS
- 1953: Wir waren drei; Regie: Hanns Korngiebel, mit Gisela von Collande, Hans Söhnker, RIAS
- 1954: Zu den Akten; Regie: Curt Goetz-Pflug, mit Eva-Ingeborg Scholz, Klaus Miedel, NWDR
- 1954: Abendschatten; Regie: Peter Thomas, mit Lucie Höflich, Aenne Bruck, RIAS
- 1956: Stresemann; Regie: Ludwig Berger, mit Ernst Schröder, Maria Wimmer, SFB
- 1956: Keine Angst, sie kriegen sich (Theatermitschnitt); Regie: Leonard Steckel, mit Hans Putz, Brigitte Grothum, RIAS
- 1956: Küss mich, Kätchen! (Theatermitschnitt); Regie: Leonard Steckel, mit Wolfgang Preiss, Hannelore Schroth, RIAS
- 1958: Thierry: Pension Spreewitz (Ein Betrüger wohnt in der Pension, Folge 18, Erstsendung 9. August 1958); Regie: Ivo Veit, RIAS
- 1959: Der Fall Dr. Sorge; Regie: Rolf von Goth, mit Martin Held, Helmuth Rudolph, SFB